# 田中ほさな
田中 ほさな（たなか ほさな、1972年1月13日 - ）は、日本の漫画家。かつては「田中保左奈」名義で執筆していた。椎名高志の元アシスタントで、母校は三重県立上野高等学校。

## 経歴
- 小学館漫画カレッジ佳作。
- 第35回小学館新人コミック大賞に入選[2]。
- 1998年 『週刊少年サンデー超』にて『ワイルドフラワーズ』を連載。
- 2002年 『週刊少年サンデー超』にて『プレイヤー〜禁断のゲーム〜』（原作：若桑一人）を連載。
- 2004年 『週刊少年サンデー』にて『暗号名はBF』を連載[2]。
- 2005年 表記を「田中保左奈」から「田中ほさな」に改め[2]、『月刊少年シリウス』にて『乱飛乱外』を連載。
- 2011年 『ゲッサン』にて『時坂さんは僕と地球に厳しすぎる。』を連載。
- 2014年『ヤングキングアワーズ』にて『聖骸の魔女（ウィッカ）』を連載。
- 2019年『月刊少年シリウス』にて川島芳子をモデルにした『川島芳子は男になりたい』を連載開始。
- 2023年『月刊ヤングキングアワーズGH』にて『女神の子』を連載。

## 作品リスト
- ワイルドフラワーズ（『週刊少年サンデー超』）
- プレイヤー〜禁断のゲーム〜（『週刊少年サンデー超』）
- ポカちゃんと僕（Webコミック、辻恭平との合作）[3]
- 暗号名はBF（『週刊少年サンデー』2004年7号 - 37号、全4巻）
- 乱飛乱外（『月刊少年シリウス』2005年10月号 - 2011年4月号、全9巻）
- 時坂さんは僕と地球に厳しすぎる。（『ゲッサン』2011年10月号 - 2014年2月号、全4巻）
- 聖骸の魔女（ウィッカ）（『ヤングキングアワーズ』2014年12月号 - 2018年10月号、全7巻）
- 川島芳子は男になりたい（『月刊少年シリウス』2019年12月号 - 2021年2月号、全3巻）
- 女神の子（『月刊ヤングキングアワーズGH』2024年1月号 - 連載中）

## 師匠
- 椎名高志

## アシスタント
- まいたけ